# Les Étrennes de Bout de Zan
Les Étrennes de Bout de Zan est un film muet français réalisé par Louis Feuillade et sorti en 1913.

## Fiche technique
- Titre : Les Étrennes de Bout de Zan
- Réalisation et scénario : Louis Feuillade
- Société de production : Société des Etablissements L. Gaumont
- Format : Muet - Noir et blanc - 1,33:1 - 35 mm
- Métrage : 190 mètres
- Genre : Comédie
- Date de sortie : 
  - France : décembre 1913

## Distribution
- René Poyen : Bout de Zan